# Louie Lepke
Louie Lepke (aussi Lui Lepke, Lui Lepkie, Lui Lepki) est un deejay jamaïcain de reggae.

## Discographie
- 1981 - Latenight Movie
- 1982 - Willie Red
- 198X - Face To Face (Louie Lepkie & Johnny Ringo)